# علي حسين سباط
علي حسين سباط هو مواطن لبناني ومضيف سابق في برنامج حواري شهير كان يبث على القنوات الفضائية في جميع أنحاء الشرق الأوسط. وصف برنامجه على أنه «خط ساخن نفسي شرق أوسطي» من قبل أحد المصادر، حيث كان يقدم التنبؤات والمشورة للجمهور.
تم اعتقاله في المملكة العربية السعودية بتهمة «السحر» في شهر أيار عام 2008 أثناء سفره لأداء العمرة، وحكم على سباط بالإعدام بقطع الرأس. وبعد الضغط على الحكومة السعودية من قبل الحكومة اللبنانية وجماعات حقوق الإنسان تم إطلاق سراحه من قبل المحكمة العليا السعودية.

## الحياة الأسرية والمهنية
علي حسين سباط  مسلم شيعي وأب لأربعة أطفال (تقول تقارير أخرى خمسة). قبل إلقاء القبض عليه، كان يعيش مع أسرته في  قرية العين اللبنانية الشرقية. وزوجته سميرة رحمون هي مسلمة سنية.
قدم سباط برنامج من بيروت تم بثه عبر منطقة الشرق الأوسط على قناة شهرزاد التلفزيونية الفضائية. في هذا البرنامج، كسب سباط 700 دولار أمريكي شهريًا للتنبؤ بالمستقبل وتقديم المشورة إلى جمهوره وإلقاء تعويذات وتلاوتها.
وفقًا لأحد المصادر، لم يعد سباط يظهر على شاشة التلفزيون، وكان يكسب رزقه كسائق شاحنة في وقت أدائه للعمرة.

## قضية السحر

### الاعتقال وإجراءات المحكمة
في أيار عام 2008، زار سباط المملكة العربية السعودية لأداء العمرة. وبينما كان سباط في المدينة المنورة، تعرف عليه رجال هيئة الأمر بالمعروف والنهي عن المنكر «المطوعيين» من خلال برنامجه التلفزيوني، ثم اعتقلوه في غرفته بالفندق.
وفقا لصحيفة نيويورك تايمز، تم إغراء سباط لتنفيذ مهمة أثناء وجوده في المدينة المنورة، وتم اعتقاله بعد فترة وجيزة من تسجيل الشرطة الدينية محادثات أجراها مع امرأة حول توفير إكسير سحري من شأنه أن يجبر زوجها على الانفصال عن زوجته الثانية. طبقًا لمحاميته اللبنانية مي الخنساء، فإن سباط اعترف فقط لأنه ظن إذا فعل ذلك فسيُفرج عنه.
في 9 تشرين الثاني 2009، حكمت محكمة في المدينة على سباط بالإعدام بتهمة «السحر» بعد جلسات استماع سرية للمحكمة، ولم يكن لديه مستشار قانوني. لم يتم تعريف جريمة السحر في القوانين السعودية، مما يؤدي إلى تطبيقها بطريقة تعسفية. وفي عام 2009 أيضًا، اعتقلت السلطات السعودية عشرات آخرين بتهم كهذه.

في شهر كانون الثاني عام 2010، قبلت محكمة الاستئناف في مكة استئنافاً ضد حكم الإعدام بحق سباط على أساس أنه كان من السابق لأوانه الحكم. في 10 آذار عام 2010، أيدت محكمة في المدينة عقوبة الإعدام. وفقًا لمنظمة العفو الدولية: «قال القضاة أنه يستحق أن يُحكم عليه بالإعدام لأنه مارس السحر علانية لعدة سنوات أمام ملايين المشاهدين وأن أفعاله» جعلته كافرًا. ثم أُعيدت القضية إلى محكمة الاستئناف في مكة المكرمة للموافقة على حكم الإعدام.

### تنفيذ الحكم المقرر
يوم الأربعاء الموافق 31 آذار عام 2010، أبلغت محامية سباط مي الخنساء وسائل الإعلام أنه سيتم إعدام سبات في يوم الجمعة القادم في 2 نيسان بعد صلاة العصر. أدت قضية سباط مع اقتراب موعد إعدامه المخطط له تغطية إعلامية واسعة النطاق ونداءات من منظمات حقوق الإنسان الدولية، وتدخل العديد من المسؤولين الحكوميين اللبنانيين.

لم يحدث  الإعدام يوم الجمعة بالرغم من ذلك. وصرحت الخنساء أن وزير العدل اللبناني أخبر سباط أن الإعدام لن يحدث في ذلك اليوم على الرغم من أنه لم يتضح بعد ما إذا كانت عملية قطع الرأس قد تم إلغاءها أو تأجيلها فقط.

### ردود الأفعال
وصفت افتتاحية في  صحيفة بوسطن غلوب قضية سباط بأنها «محاكمة ساحر في القرن الحادي والعشرين» و«مهزلة للعدالة».
في شهر أيلول عام 2010، دعت منظمة العفو الدولية الملك عبد الله ملك المملكة العربية السعودية إلى الإفراج دون قيد أو شرط عن سباط وتخفيف عقوبة الإعدام. حيث أنه إذا تم تأييد حكم الإعدام بحق سباط بعد استئنافه، فسيتم إحالة القرار إلى الملك للتصديق النهائي عليه.

تكهن خبير قانوني لبناني لم يكشف عن اسمه في حديث له مع مراسل صحيفة لوس أنجلوس تايمز بأن اشتباكًا سياسيًا بين المحافظين السعوديين والعاهل السعودي كان متورطًا في الاعتقال. «لا أعرف على أي أساس قاموا باعتقاله لأنه لم يرتكب الجريمة في السعودية، فهو ليس مواطنًا سعوديًا ولم يكن موجهاً  عمله ضد السعودية، وعادةً ما يجب استيفاء أحد هذه المعايير.»

### تغيير الإدانة
في 11 شهر تشرين الثاني عام 2010، قالت المحكمة العليا السعودية أن حكم الإعدام لم يكن مبررًا لأن سباط لم يضر أحداً ولم يكن لديه أي مخالفات سابقة في البلاد. وفقًا لما ذكرته صحيفة عكاظ وهي صحيفة يومية سعودية عربية تصدر في جدة نقلاً على موقع عن yalibnan.com، قالت المحكمة إنه ينبغي إرسال قضيته إلى محكمة أدنى في المدينة لإعادة محاكمته و"أوصت بترحيل سباط الذي قضى 30 شهرًا في السجن السعودي منذ اعتقاله في أيار عام 2008". لكن في أواخر تشرين الأول عام 2011، ذكر عن مسؤولين حكوميين القول أن سباط لم يُمنح مهلة على الرغم من تأجيل إعدامه. وفي شهر آذار عام 2012، أُفيد أنه تم إطلاق سراح سباط وتم السماح له بالعودة إلى لبنان. ووفقًا لكريستوف ويلكي الباحث الأول في قسم الشرق الأوسط وشمال أفريقيا في هيومن رايتس ووتش فإن هذا لا يمكن تأكيده بشكل مستقل".